# Nymphargus nephelophila
Nymphargus nephelophila är en groddjursart som först beskrevs av Pedro M. Ruiz-Carranza och Lynch 1991.  Nymphargus nephelophila ingår i släktet Nymphargus och familjen glasgrodor. Inga underarter finns listade i Catalogue of Life.